# Claude-Antoine Leleu de La Ville aux Bois
Claude Antoine Leleu de La Ville aux Bois est un homme politique français né le 13 mars 1750 à Laon (Aisne) et décédé le 7 mai 1798 au même lieu.
Subdélégué à Laon avant la Révolution, il est député du tiers état aux États généraux de 1789 pour le bailliage de Vermandois. Il vote avec les partisans de la monarchie constitutionnelle.
Il est nommé président du tribunal criminel de l'Aisne le 10 septembre 1791 et Commissaire du Gouvernement près le même Tribunal.
Faisant partie du clan des modérés, il est emprisonné quelque temps par les terroristes.

## Sources
- « Claude-Antoine Leleu de La Ville aux Bois », dans Adolphe Robert et Gaston Cougny, Dictionnaire des parlementaires français, Edgar Bourloton, 1889-1891 [détail de l’édition]